# 2. tankovska brigada (NOVJ)
Za druge 2. brigade glejte 2. brigada.
2. tankovska brigada (srbohrvaško 2. tenkovska brigada) je bila brigada v sestavi Narodnoosvobodilne vojske in partizanskih odredov Jugoslavije in ki je delovala med drugo svetovno vojno na področju Kraljevine Jugoslavije.

## Zgodovina
Brigada je bila ustanovljena v Sovjetski zvezi.

## Organizacija
- štab
- 3x bataljon